# Calchaquí (Santa Fe)
Calchaquí es una ciudad del departamento Vera, provincia de Santa Fe, Argentina. La ciudad está situada 210 km al norte de la capital de la provincia, sobre la Ruta Nacional N.º 11.

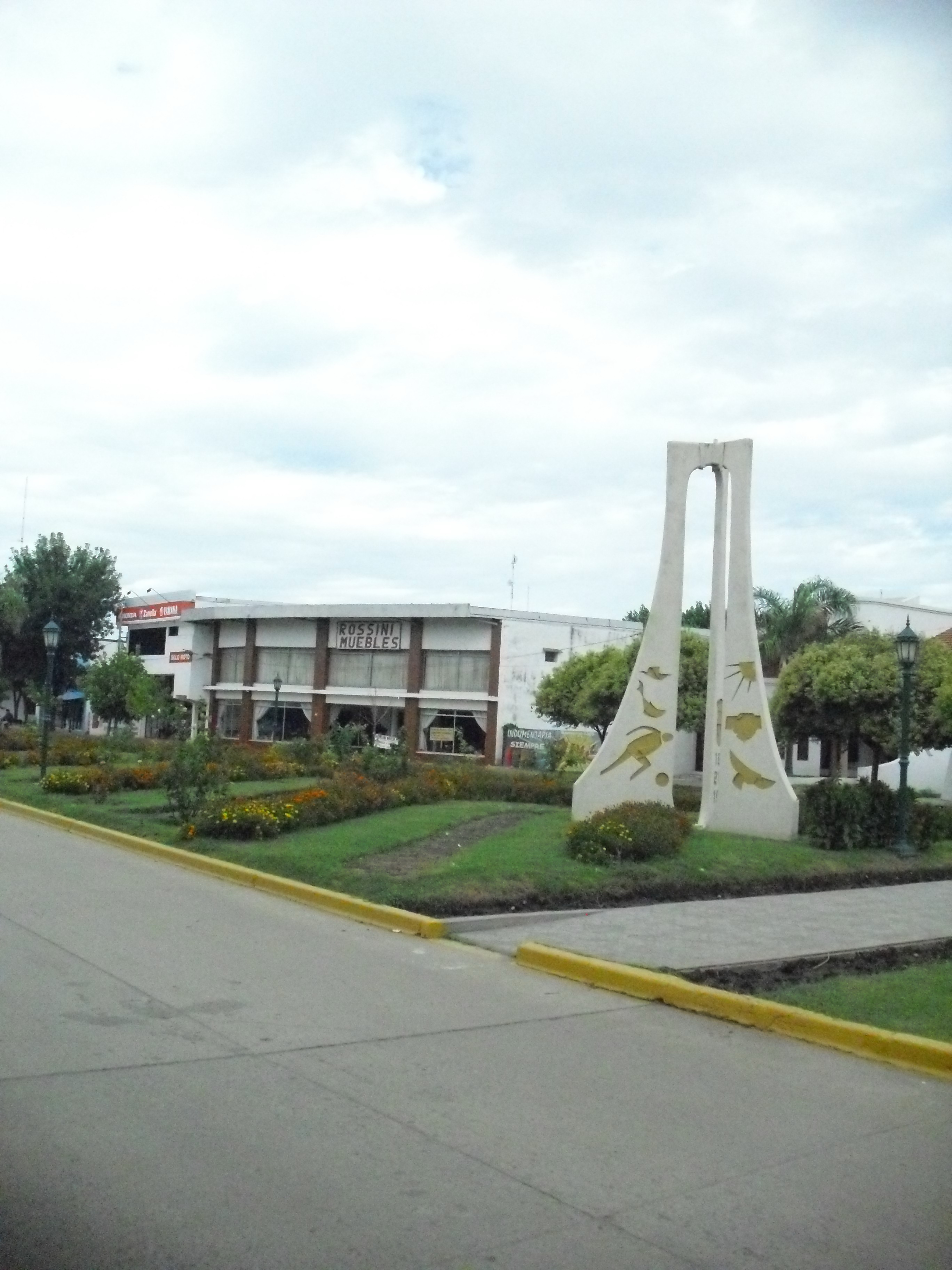
Bulevar Belgrano - Entrada a la ciudad de Calchaquí

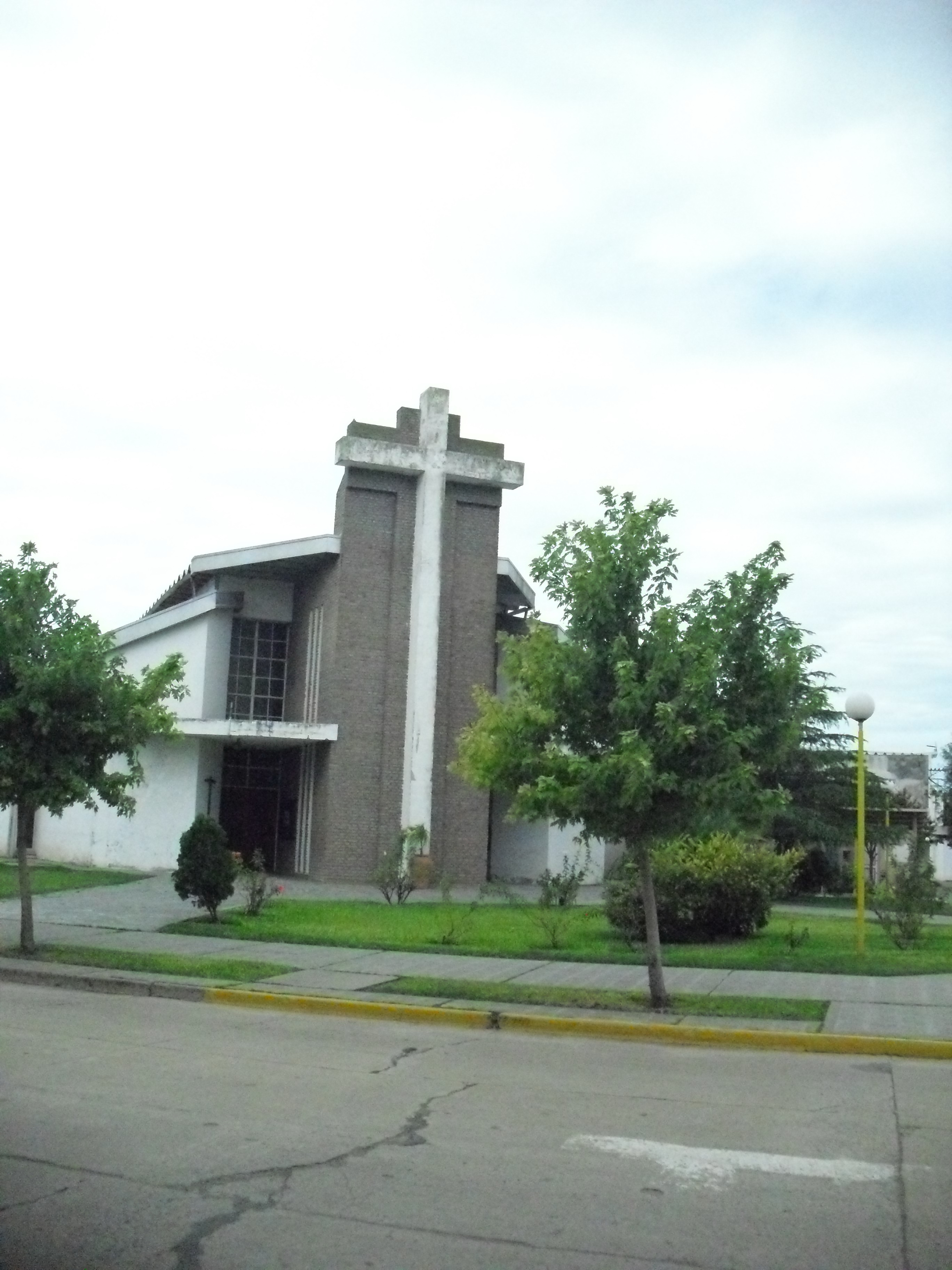
Parroquia San Luis Gonzaga

## Historia
El nombre del municipio se debe al pueblo calchaquí, originario del noroeste argentino. El decreto de la fundación jurídica del pueblo por parte del gobierno provincial se dio el 21 de octubre de 1889.
Antiguamente el pueblo se llamaba Luis D'Abreu, en homenaje al hombre que se encargó de la colonización y el reparto de las tierras.
Con posterioridad, la llegada del tren provocó la instalación de una estación, cuyo nombre sería Calchaquí.
Como la diferencia de nombres entre la estación y el pueblo generaban confusión, los habitantes solicitaron que se unificaran los nombres. Este hecho aconteció el 24 de octubre de 1964, cuando mediante la Ley Provincial N.º 5700 se designó con el nombre de Calchaquí al pueblo.

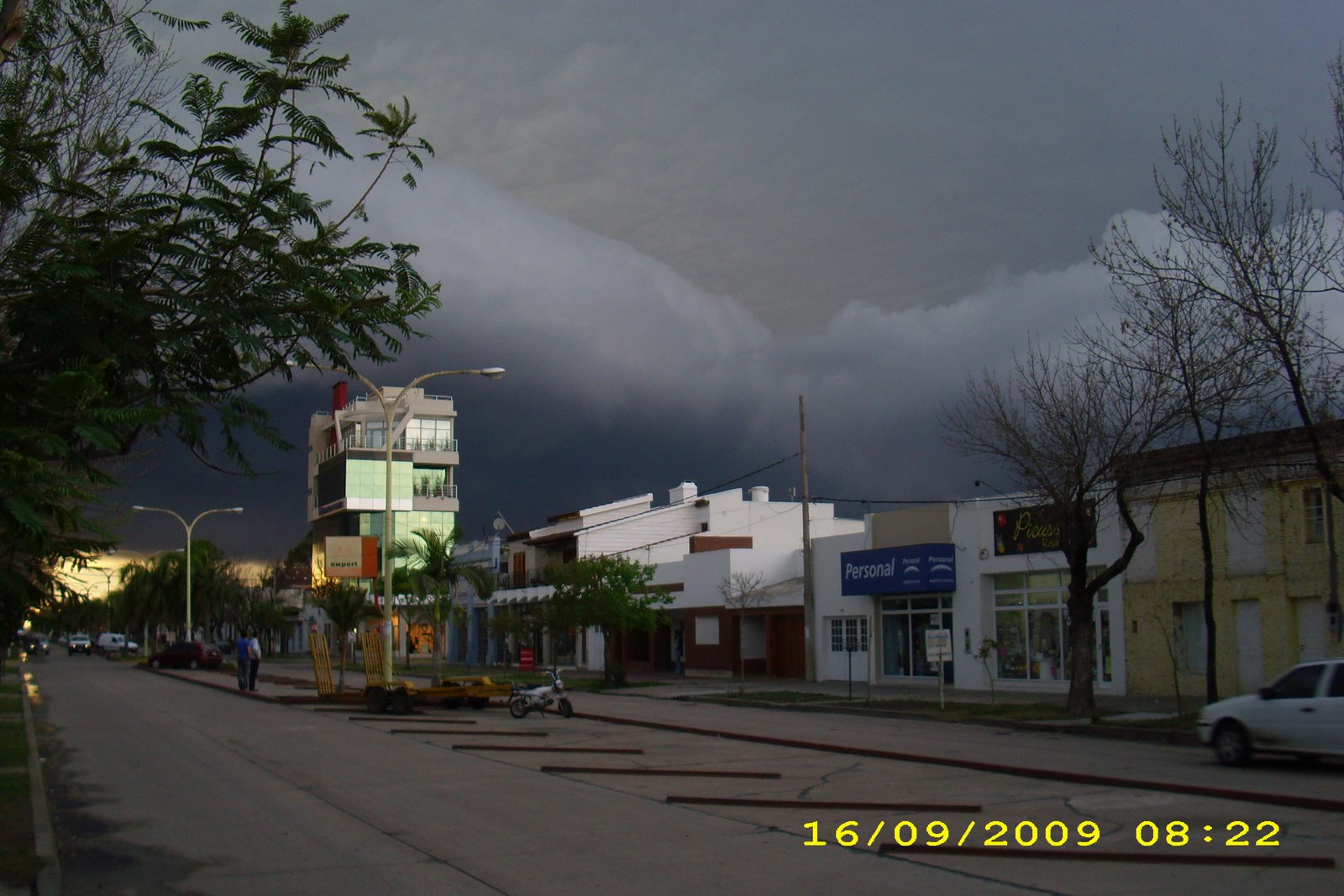
Calchaquí, Santa Fe, Argentina - panoramio

### La Forestal
- La empresa inglesa era la Argentine Quebracho Company, que construyó una fábrica de tanino dedicada a la explotación intensiva del quebracho colorado con destino a la fábrica. Las tierras estaban divididas en dos:
  - una parte pertenecía a la firma Hartenek, que para entonces ya había establecido dos fábricas en Calchaquí y Santa Felicia;
  - la otra, al Banco Territorial. Luego sería comprada por la Argentine Quebracho Company.
- 1918, la compañía pasa a capitales ingleses como parte de la compensación forzosa por los daños durante la guerra de 1914-1918. Así se crea la Forestal Argentina Ltda. La industria taninera hizo surgir esta población, que comenzó a instalarse dentro del espacio preparado para ello cercado con alambres tejidos y de púas, en prevención de ataque de fieras. Sus primeros habitantes fueron norteamericanos, italianos y alemanes (obreros y técnicos especializados).
- 1919, se termina la traza urbana y sección quintas, con plaza y campos de deporte, cementerio, iglesia católica, oficinas públicas, etc. Todo realizado sin ningún contacto con la Oficina de Catastro Provincial, órgano ficticio de control de policía. Se generaba una apariencia de progreso; en las festividades patrias, en los edificios de la Forestal Argentina Ltda., fábrica, hospitales, club social, se enarbolaba la bandera argentina a derecha y la bandera inglesa a izquierda.

Su herencia fue una explotación irracional del bosque, y en una serie de poblados creados también con el mismo criterio, es decir, transitorios, sujetos a la fatalidad del agotamiento del quebracho, donde el interés privado de la compañía extranjera se antepuso al interés público del gobierno nacional y provincial. Una vez elegido el sitio para el pueblo, como allí no se trataba de colonizar ni de subdividir para vender lotes destinados a chacras o a la ganadería, La Forestal, sin intervención estatal, con sus propios ingenieros y técnicos, sin denunciar trazado, hizo relevamientos, trazó planos e inició la tarea de construir edificios, viviendas, fábricas, conservando el dominio sobre toda la tierra.

## Santo Patrono
- San Luis Gonzaga. Su festividad se celebra el 21 de junio

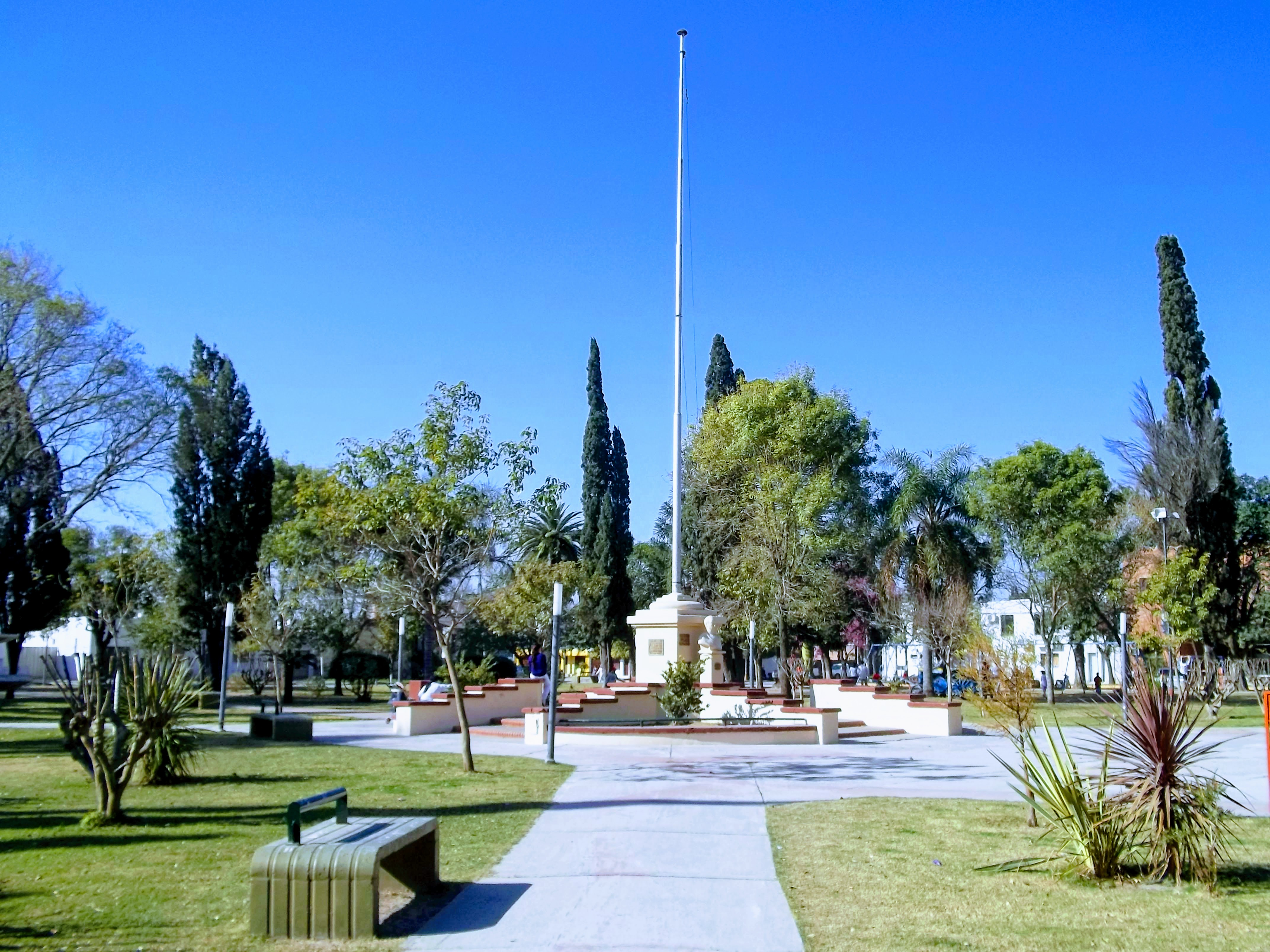
Plaza de la ciudad de Calchaquí (Santa Fe)

| Gráfica de evolución demográfica de Calchaquí entre 1991 y 2022 |
|                                                                 |
| Fuente: Censos nacionales del INDEC                             |

## Creación de la Comuna
- 5 de enero de 1885 (140 años)
- Fundación jurídica: 21 de octubre de 1889.

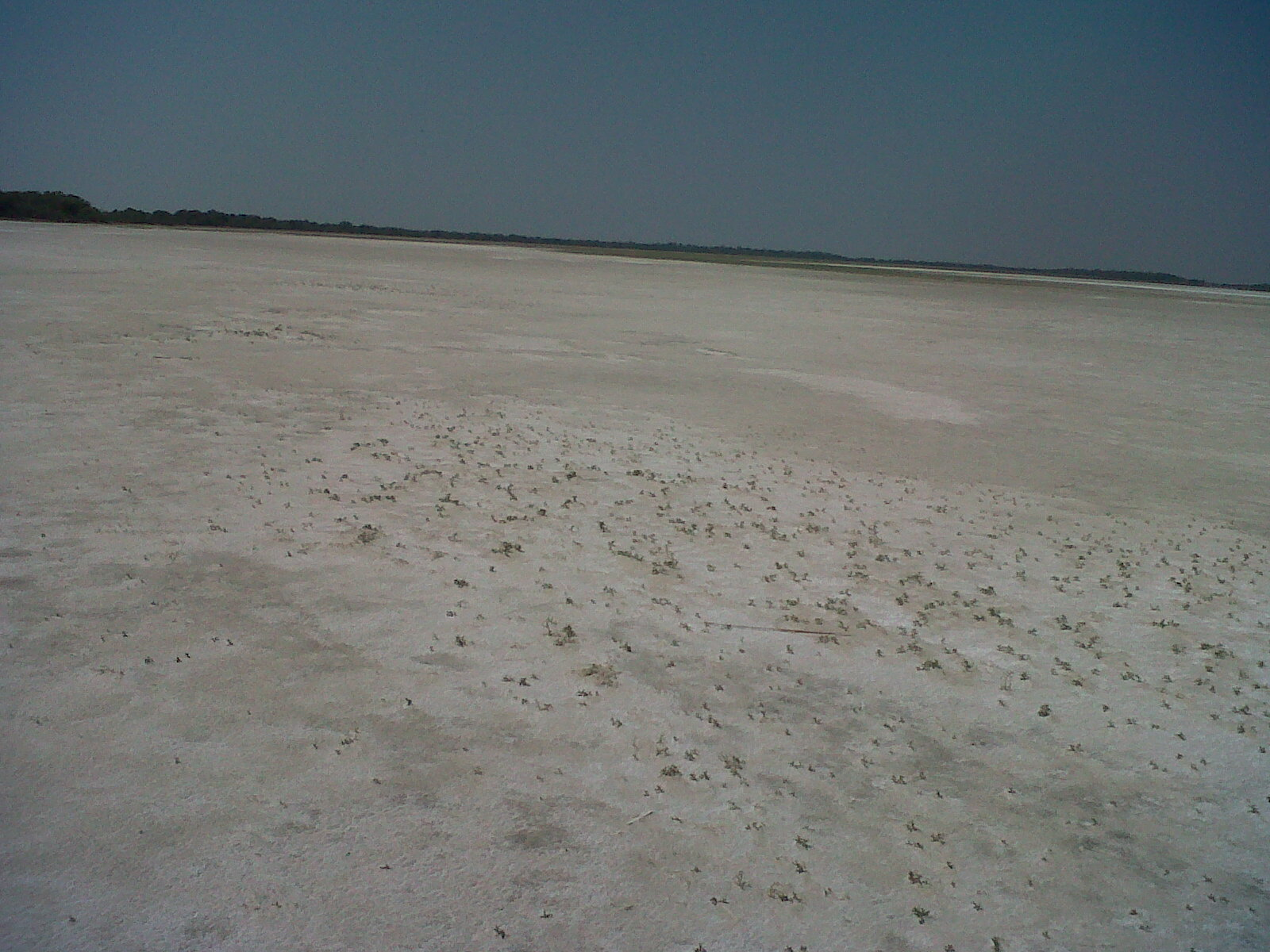
Playa de la Laguna El Cristal - Calchaquí - Provincia de Santa Fe)

- Declarada ciudad el 3 de septiembre de 1985 (39 años).

## Localidades y Parajes

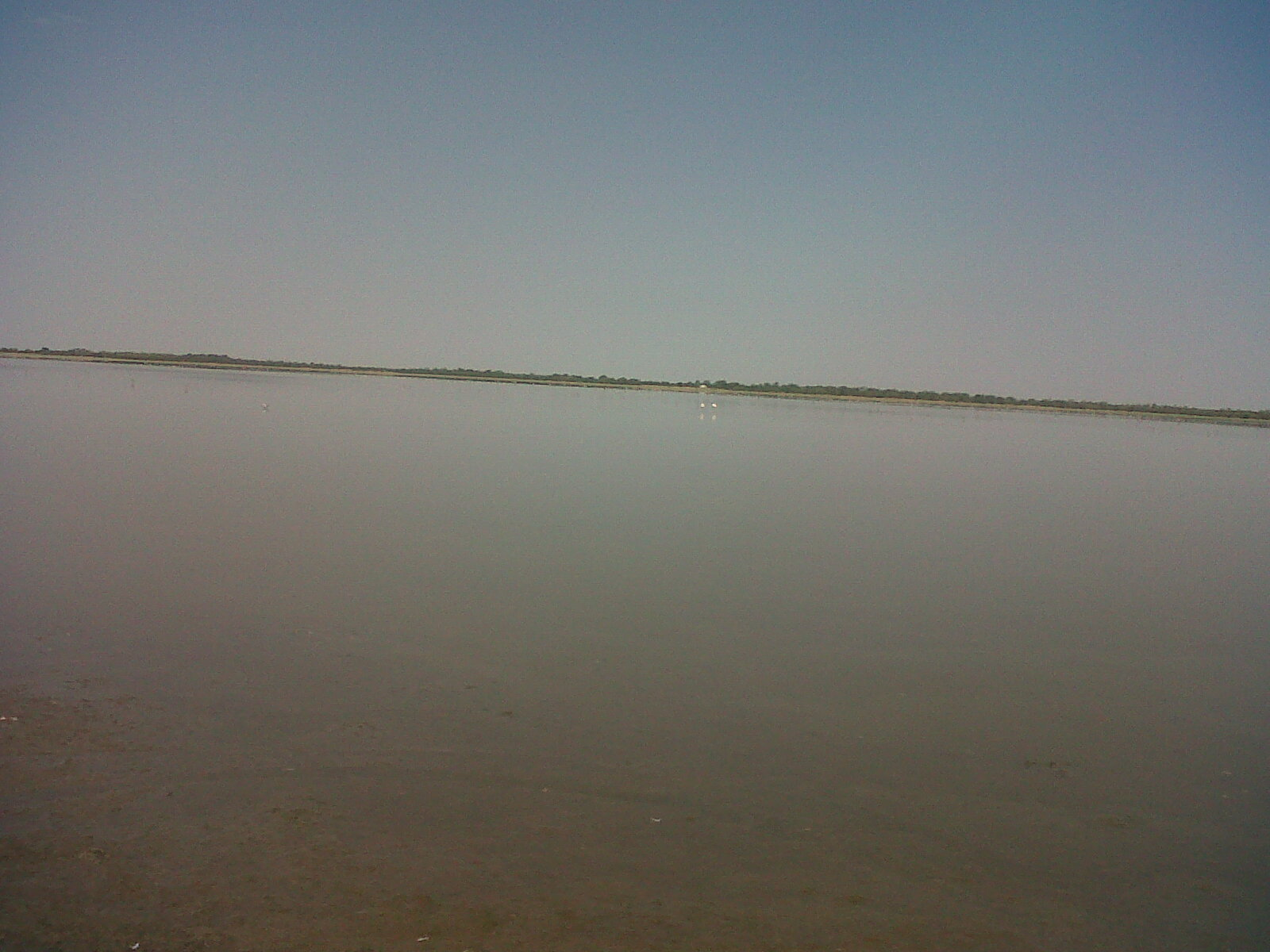
Laguna El Cristal - Calchaquí (provincia de Santa Fe)

- Calchaquí
  - Campo Baroni
  - Campo El Aromal
  - Campo La Osca
  - Campo Los Galpones
  - Campo Zordán
  - El Aromal
  - El Socorro
  - El Yacaré
  - Estación San Pedro El Grande
  - La Angelita
  - Las Aves
  - Los Galpones
  - Luis D'Abreu
  - Obraje Dotti

## Medios de Comunicación
- 91.1 MHz. LRS928 Radio María
- 95.1 MHz. LRM445 La 95
- 97.5 MHz. Quiero FM
- 99.9 MHz. 100% Radio
- 104.1 MHz. LRM947 Calchaquí
- 105.5 MHz. Impacto
- Calchaquí en el Mundo
- Revista Rescatados
- CO.SE.MAR. - Televisión por Cable
- [Csdnet SRL

## Escuelas
- Escuela provincial N.º 6117 Remedios Escalada de San Martín
- Escuela nocturna N.º 83
- Anexo Calchaqui N.º 4 Brigadier General Estanislao López
- Escuela media N.º 8116 Nuestra Señora De Guadalupe
- Escuela particular incorporada N.º 1134 Nuestra Señora de Guadalupe
- EETP N.º 642 Mercedes San Martín de Balcarce
- EESO N.º 233 Juan Octavio Gauna
- Escuela N.º 6252 Juana Azurduy
- CEPA N.º 78
- EEMPA N.º 1050
- Escuela N.º 1378
- Escuela N.º 448 Bernardino Rivadavia
- CER N.º 204
- CECLA N.º 5
- Escuela especial N.º 2106 Dr. Luis M. Tiscornia

## Parroquias de la Iglesia católica en Calchaquí
| Diócesis  | Reconquista      |
| --------- | ---------------- |
| Parroquia | San Luis Gonzaga |